# Kip laosiano
El kip (en lao: ກີບ) es la moneda oficial de Laos. Su código ISO 4217 es LAK y se divide en 100 att (ອັດ).

## Historia

### Kip de Laos liberado
Entre 1945 y 1946, el gobierno liberado en Vientián emitió una serie de billetes en denominaciones de 10, 20, 50 att y 10 kip antes de que las autoridades francesas tomasen el control de la región.

### Kip real
En 1952 se reintrodujo el kip sustituyendo a la piastra de la Indochina francesa a la par. El kip (también llamado "piastra" en francés) se dividía en 100 att o céntimos.
Se acuñaron monedas de aluminio de 10, 20 y 50 att con un agujero en el centro. También tenían la denominación en francés. 
| Anverso | Reverso | Denominación | Emisión | Metal | Forma    | Diámetro (mm) | Peso (g) | Anverso                                                                        | Reverso                                     |
| ------- | ------- | ------------ | ------- | ----- | -------- | ------------- | -------- | ------------------------------------------------------------------------------ | ------------------------------------------- |
|         |         | 10 att       | 1952    | Al    | Circular | 23,10         | 1,30     | Mujer laosiana - ROYAUME DU LAOS - ພຣະຣາຊອານາຈັກລາວ - año de acuñación          | 10 CENTS - ໑໐ ອັດ - Hojas - año de acuñación |
|         |         | 20 att       | 1952    | Al    | Circular | 27,00         | 2,20     | Escudo de Laos - ROYAUME DU LAOS - ພຣະຣາຊອານາຈັກລາວ - año de acuñación          | 20 CENTS - ໒໐ ອັດ - Hojas - año de acuñación |
|         |         | 50 att       | 1952    | Al    | Circular | 31,10         | 3,80     | Constitución sobre copa - ROYAUME DU LAOS - ພຣະຣາຊອານາຈັກລາວ - año de acuñación | 50 CENTS - ໕໐ ອັດ - Hojas - año de acuñación |

En 1953, la rama laosiana del Instituto de Emisión de los Estados de Camboya, Laos y Vietnam emitió billetes denominados en piastras y kip. Lo mismo ocurrió con las emisiones locales del riel camboyano y el đong en Vietnam del Sur. Las denominaciones fueron de 1, 5, 100 y 1000 kip/piastras.
En 1957, el gobierno emitió nuevos billetes denominados solamente en kip. Estos eran de 1, 5, 10, 20, 50, 100 y 500 kip. En 1963 se añadieron billetes de 200 y 1000 kip, seguidos de los 5000 kip en 1975. Todos los billetes se imprimieron en Francia.

### Kip delPathet Lao
A finales de 1975 se introdujo un nuevo kip en las zonas controladas por el movimiento del Pathet Lao. Los billetes emitidos fueron de 1, 10, 20, 50, 100, 200 y 500 kip, impresos en China. En 1976 este kip sustituyó al kip real en todo el país, con una tasa de cambio de 20 kip reales a 1.

### Kip de la RDP de Laos
En 1979 tuvo lugar una reforma monetaria en la que el nuevo kip sustituyó al kip del Pathet Lao con una tasa de cambio de 100 a 1. Las monedas se acuñaron en 1980 en denominaciones de 10, 20 y 50 att, seguidas de las de 1, 5, 10, 20 y 50 kip en 1985. Sin embargo debido a la inflación que sufre el país las monedas no suelen circular.
| Anverso | Reverso | Denominación | Emisión | Metal | Forma    | Diámetro (mm) | Peso (g) | Anverso                                         | Reverso                              |
| ------- | ------- | ------------ | ------- | ----- | -------- | ------------- | -------- | ----------------------------------------------- | ------------------------------------ |
|         |         | 10 att       | 1980    | Al    | Circular | 21,00         | 1,20     | Emblema de Laos - ສາທາລະນະລັດປະຊາທິປະໄຕ ປະຊາຊົນລາວ | 10 ອັດ - Campesina - Espigas de arroz |
|         |         | 20 att       | 1980    | Al    | Circular | 23,00         | 1,70     | Emblema de Laos - ສາທາລະນະລັດປະຊາທິປະໄຕ ປະຊາຊົນລາວ | 20 ອັດ - Campesino arando             |
|         |         | 50 att       | 1980    | Al    | Circular | 26,00         | 2,30     | Emblema de Laos - ສາທາລະນະລັດປະຊາທິປະໄຕ ປະຊາຊົນລາວ | 50 ອັດ - Pez                          |

## Billetes
Los billetes se introdujeron en 1979 en denominaciones de 1, 5, 10, 20, 50 y 100 kip, a los que siguieron los de 500 kip en 1988, 1000 kip en 1992, 2000 y 5000 kip en 1997, 10 000 y 20 000 kip en 2002 y finalmente, 50 000 kip en 2006, aunque esté fechado en 2004.